# The Crepes of Wrath
«The Crepes of Wrath» (укр. «Млинці гніву») — одинадцята серія першого сезону мультсеріалу «Сімпсони», прем'єра якої відбулась 15 квітня 1990 року у США на телеканалі «Fox».

## Сюжет
Після того, як Гомер спотикається через скейтборд Барта і падає зі сходів, він травмує спину. Як покарання Мардж змушує сина прибрати свою кімнату, де він виявляє стару вишневу бомбу. Наступного дня в школі він змиває її в унітаз в туалеті для хлопчиків, поки мати директора Скіннера, Аґнес, користується сусіднім туалетом для дівчат. В результаті вибуху її зриває з сидіння унітазу, що викликає лють директора Скіннера.
Скіннер пропонує Гомеру та Мардж «депортувати» Барта, зарахувавши його до шкільної програми обміну іноземними учнями. Коли Барт бачить фотографію чудового французького замку, він погоджується піти туди, на велику радість Гомера і Скіннера. Сімпсони приймають учня з Албанії Аділя Ходжа.
Коли Барт прибуває в Шато Мезон, він знаходить напів зруйнований фермерський будинок у занедбаному винограднику. Його господарями є два безсовісних винороби, Сезар і його племінник Уголін, які ставляться до нього як до раба. Барт голодує, його змушують носити відра з водою, збирати й товкти виноград, спати на підлозі та коштувати вино, розбавлене антифризом.
Аділь приїжджає в Спрінгфілд і вражає Мардж і Гомера своїми ввічливими манерами і допомогою по господарству. Вони не знають, що насправді Аділь — албанський шпигун, надісланий для отримання креслень реактора Спрінгфілдської атомної електростанції. Гомер нічого не підозрюючи веде його на екскурсію на станцію, поки Аділь робить багато фотографій, які передає до Албанії за допомогою факсу, захованого в будиночку Барта на дереві.
Коли викрадачі відправляють Барта в місто, щоб купити футляр з антифризом, він просить допомоги у жандарма, але той не розмовляє англійською. Барт йде геть, докоряючи себе за нездатність освоїти мову, коли раптом починає говорити французькою. Розуміючи, що тепер він вільно володіє мовою, він розповідає жандарму про жорстокість, яку він зазнав від рук виноробів, і про їхні спроби продати фальсифіковане вино (при цьому жандарм ставиться до цього злочину гірше, ніж до фактичної експлуатації Барта). Чоловіків швидко заарештовують, а Барта називають героєм за викриття схеми продажу фальсифікованого вина.
У Спрінґфілді ФБР затримує Аділя на шпигунстві та депортує до Албанії в обмін на повернення захопленого там американського шпигуна. Барт повертається додому з подарунками для своєї родини. Гомер з труднощами відкриває пляшку вина, але йому приємно чути, як Барт говорить французькою, не знаючи, що Барт назвав його скоморохом.

## Виробництво
«The Crepes of Wrath» - це перша серія «Сімпсонів», сценаристом якої є Джордж Мейєр, разом із Семом Саймоном, Джоном Шварцвельдером і Джоном Вітті. На епізод надихнув французький фільм «Манона весни» 1986 року.
Сценаристи, обираючи країну, з якої має приїхати учень за обміом, зупинилися на Албанії. Вони не бачили багато згадок про Албанію на американському телебаченні, тож вирішили зробити цю серію як данину поваги акторові Джону Белуші, який має албанське коріння. Сценаристи мало знали про країну і не могли вигадати прізвище для хлопчика, тому дали йому прізвище «Ходжа» на честь колишнього лідера Албанії Енвера Ходжи. За ініціативи Сема Саймона у сцені, де Аділь прощається зі своєю сім'єю, використано справжню албанську. Вони також використовували справжню французьку у сценах Барта у Франції. Сценаристи дослідили певний аеропорт у Франції для знімків Барта в аеропорту Парижа. У цьому епізоді вперше в «Сімпсонах» з'явилася мати директора Скіннера, Аґнес Скіннер, хоча її голос і характер трохи відрізнялися від того, до чого глядачі звикли в пізніших серіях шоу.

## Культурні відсилання
- Назва епізоду є відсиланням до романа Джона Стейнбека «Грона гніву» (англ. «The Grapes of Wrath»).
- Сезар і Уголін названі на честь селян із французького фільму «Жан де Флоретт»[2].
- Дорогою до Шато Мезон Барт і Уголін проїжджають повз місця, зображені на кількох відомих картинах «Пшеничне поле з круками» Вінсента ван Гога, «Водяні лілії» Клода Моне, «Сніданок на траві» Едуара Мане та «Сон Ядвіги» Анрі Руссо[3].
- Подарунок Барта для Меґґі — це відсилання до французького короткометражного фільма «Червоний шар[en]»[2].

## Ставлення критиків і глядачів
Згідно з голосуванням на сайті The NoHomers Club більшість фанатів оцінили серію на 4/5 із середньою оцінкою 4,01/5.